# Contea di Valley (Idaho)
La contea di Valley (in inglese Valley County) è una contea dello Stato dell'Idaho, negli Stati Uniti. La popolazione al censimento del 2000 era di 7 651 abitanti. Il capoluogo di contea è Cascade.

## Geografia
La contea si trova nel centro dello Stato.

### Contee confinanti
- Contea di Idaho - nord
- Contea di Lemhi - est
- Contea di Custer - sud-est
- Contea di Boise - sud
- Contea di Gem - sud-ovest
- Contea di Adams - ovest

## Storia
La contea fu istituita nel 1917 e fu chiamata così per la Long Valley del fiume Payette che si estende nella contea.

## Comuni

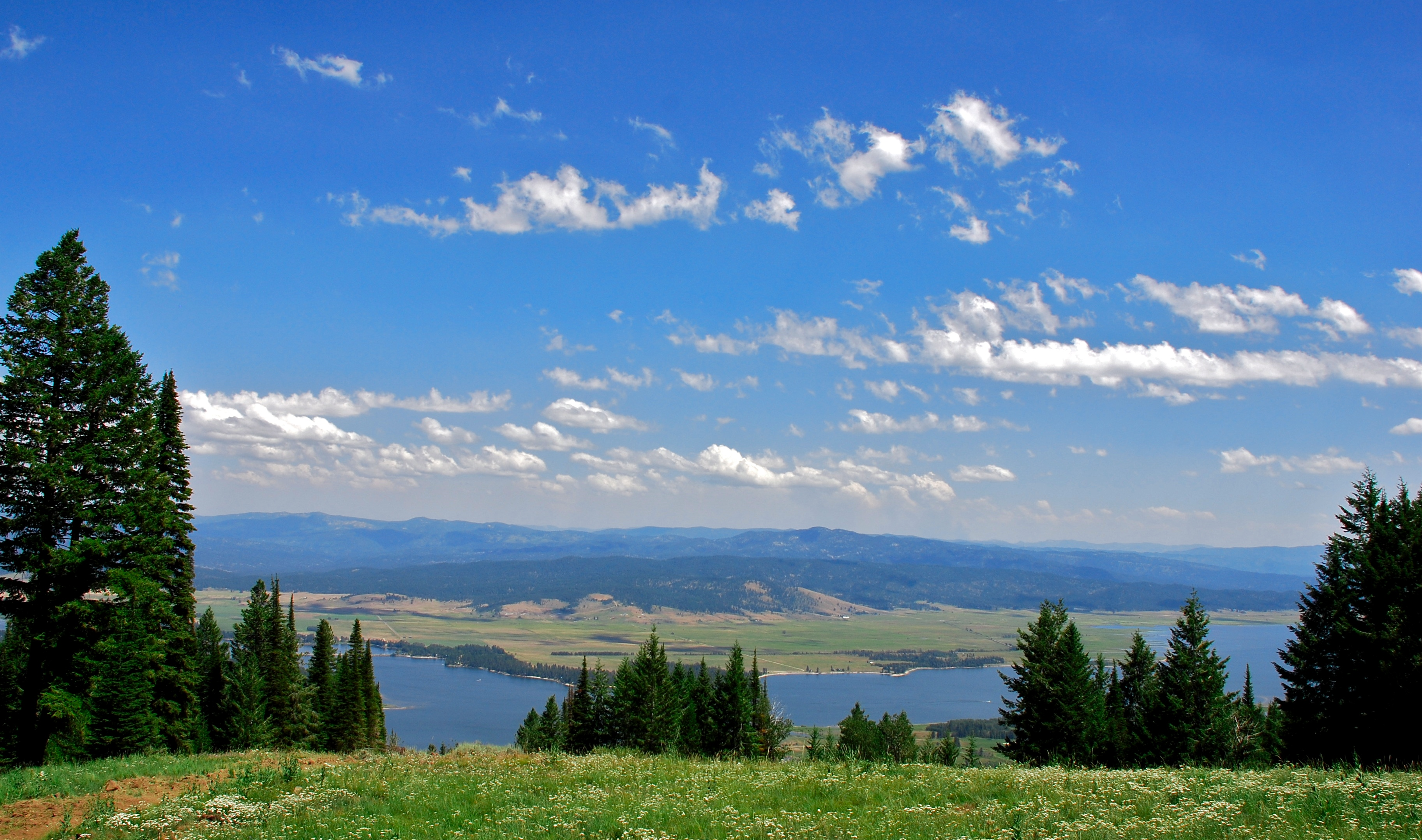
View from the top of West Mountain at Tamarack Resort, overlooking Lake Cascade to the east

### Cities
- Cascade (capoluogo)
- Donnelly
- McCall

### Census-designated places
- Smiths Ferry
- Yellow Pine

### Aree non incorporate
- Big Creek
- Lake Fork
- Roseberry
- Warm Lake